# المعروفة (عين العرب)
المعروفة  قرية سوريّة تتبع إداريّاً لمحافظة حلب منطقة عين العرب ناحية صرين، بلغ تعداد سكانها 1,733 نسمة حسب التعداد السكاني لعام 2004.